# Lamium purpureum
Espèce
Classification phylogénétique

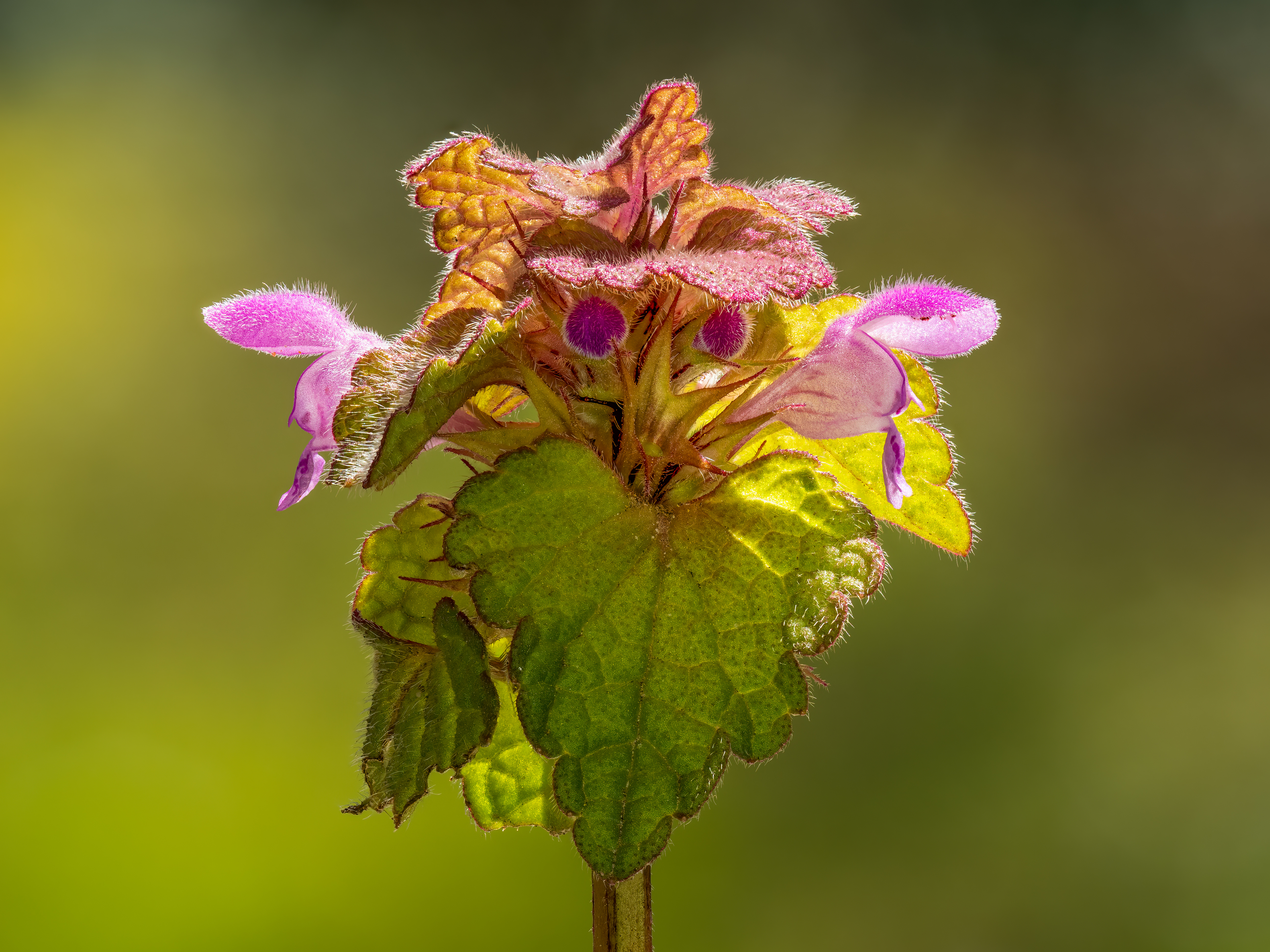
Inflorescence de Lamium purpureum.

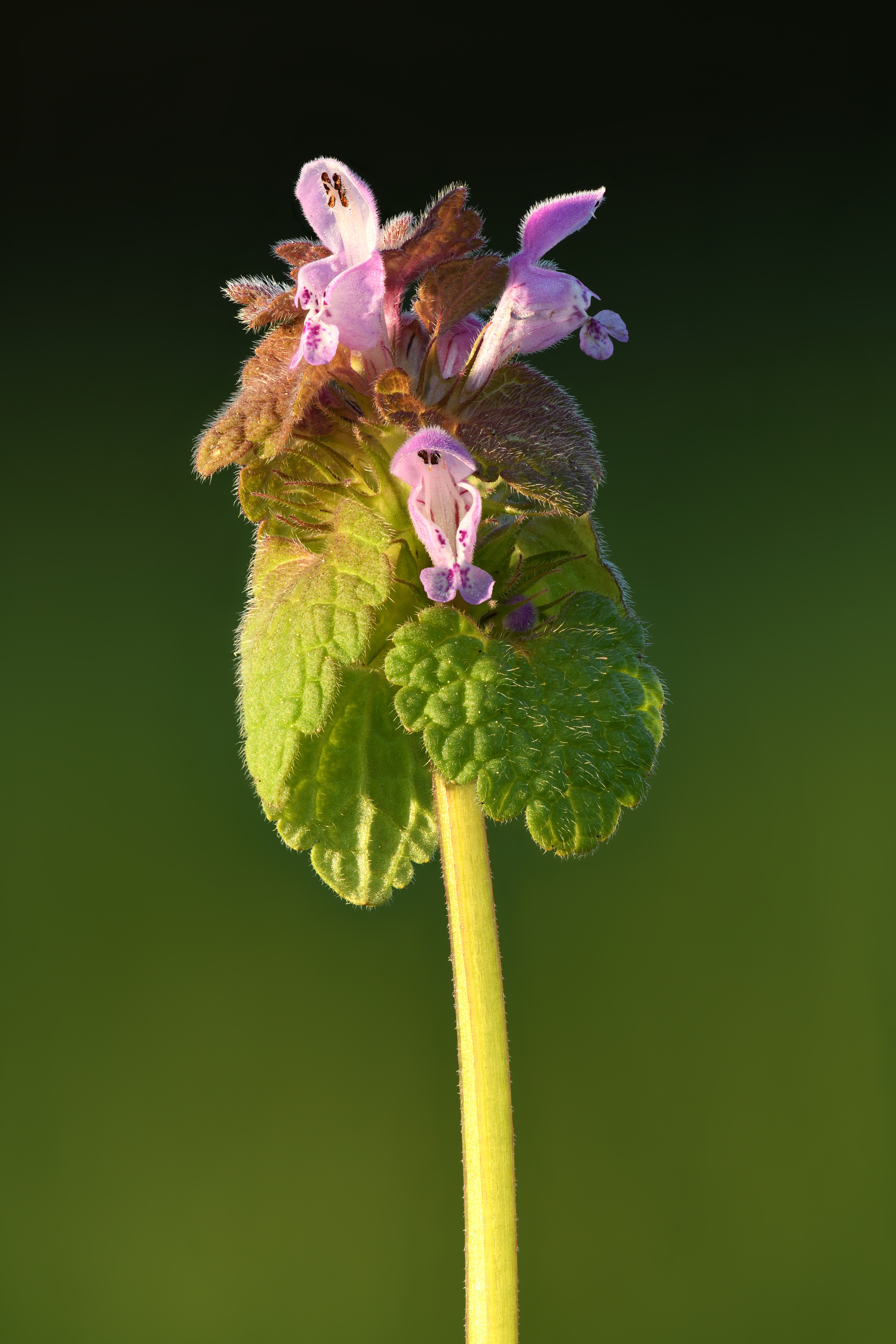
Lamium purpureum, en Estonie.

Lamium purpureum, le Lamier pourpre, est une espèce de plantes à fleurs de la famille des Lamiaceae. On accepte dans cette espèce diverses variétés.

## Liste des variétés
Voici la liste des variétés Lamium purpureum : 
- Lamium purpureum var. ehrenbergii (Boiss. & Reut.) Mennema
- Lamium purpureum var. hybridum (Vill.) Vill. - Le lamier pourpre hybride
- Lamium purpureum var. incisum (Willd.) Pers.
- Lamium purpureum var. moluccellifolium Schumach.
- Lamium purpureum var. purpureum - Le lamier pourpre à proprement parler

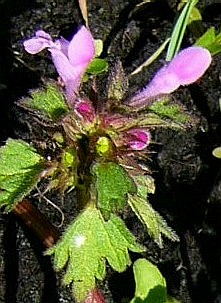
Lamium purpureum var. incisum.